# En arrière (nouvelle)
En arrière est une nouvelle de Marcel Aymé, parue dans le mensuel Le Cheval de Troie à Paris en 1948.

## Historique
En arrière paraît d'abord dans le mensuel Le Cheval de Troie à Paris en 1948, puis aux Éditions La Parade à Fontainebleau en 1949 et dans En arrière, le dernier recueil de nouvelles publié du vivant de l'auteur,  en 1950.

## Résumé
Cinq fils de milliardaires décident de créer une revue En arrière dénonçant l'hypocrisie de leurs parents et de leur milieu social...